# Pyrimidine
Pyrimidine is een organische base die bestaat uit een heterocyclische aromatische ring met twee stikstofatomen. De stof is de basis voor de groep derivaten die ook als pyrimidines aangeduid worden. Hierbij zijn een of meer waterstofatomen uit het pyrimidine vervangen door andere groepen, zoals alkyl- of arylgroepen.
Samen met de purines zijn de pyrimidines belangrijke elementen waaruit nucleïnezuren zijn opgebouwd. De naam komt van het Oudgriekse πῦρ (pur, vuur) en de soortnaam amidine, omdat Ernst Ludwig Pinner in 1885 de stof voor het eerst maakte uit ethylacetoacetaat en een amidine.
De in DNA en RNA voorkomende derivaten van pyrimidine zijn:
- Thymine
- Uracil
- Cytosine